# Lucien Legrand
Lucien Legrand est un ingénieur du son français. 

## Filmographie partielle
- 1945 : La Grande Meute de Jean de Limur
- 1945 : Les Dames du bois de Boulogne de Robert Bresson
- 1945 : L'Extravagante Mission d'Henri Calef
- 1946 : Le Couple idéal de Bernard Roland et Raymond Rouleau
- 1946 : Patrie de Louis Daquin
- 1946 : Un ami viendra ce soir de Raymond Bernard
- 1947 : Contre-enquête de Jean Faurez
- 1947 : La Taverne du poisson couronné de René Chanas
- 1948 : Éternel Conflit de Georges Lampin
- 1948 : Les Frères Bouquinquant de Louis Daquin
- 1948 : Les Condamnés de Georges Lacombe
- 1949 : L'Homme aux mains d'argile de Léon Mathot
- 1949 : L'Ange rouge de Jacques Daniel-Norman
- 1949 : Mademoiselle de La Ferté de Roger Dallier
- 1949 : Fantômas contre Fantômas de Robert Vernay
- 1950 : Le Grand Rendez-vous de Jean Dréville
- 1951 : Rue des Saussaies de Ralph Habib
- 1951 : Clara de Montargis d'Henri Decoin
- 1952 : Le Jugement de Dieu de Raymond Bernard
- 1955 : Le Port du désir d'Edmond T. Gréville